# Napoléon Kemner Laflamme
Pour l’article homonyme, voir Laflamme.
Napoléon Kemner Laflamme (22 octobre 1865-10 août 1929) fut un avocat et homme politique fédéral du Québec.

## Biographie
Né à Lyster dans le Canada-Est, il est fils de Jacques Laflamme et de Marie-Louise Gagné.
Laflamme étudie au Séminaire de Québec et à l'Université Laval de Québec. Nommé au Barreau du Québec en 1893, il partit pratiquer à Montréal. En 1905, il fut nommé au Conseil du Roi.
Il est marié avec Eugénie Surveyer (1877-1970), fille de Louis-Joseph-Arthur Surveyer et de Anne-Hectorine Fabre.
Élu député du Parti libéral du Canada dans la circonscription fédérale de Drummond—Arthabaska en 1921, il ne se représente pas en 1925.
Il devient bâtonnier du Québec de 1925 à 1926.
En 1927, il devint sénateur de la division de Mille Isles sous recommandation de William Lyon Mackenzie King. Il est mort en fonction en 1929.